# Supergravitação
Em física teórica, supergravitação (português brasileiro) ou supergravidade (português europeu) (teoria de supergravitação ou supergravidade) é uma teoria de campo que combina os princípios da supersimetria e relatividade geral. Juntos, eles implicam que, em supergravidade, a supersimetria é uma simetria local (em contraste com teorias não-gravitacionais supersimétricas, tais como o modelo padrão mínimo supersimétrico, em inglês MSSM).
Basicamente, as teorias de supergravitação são teorias que combinam a relatividade geral de Einstein com a supersimetria.
Devido à presença da supersimetria, tais teorias foram fortes candidatas a uma teoria quântica para a gravitação no final da década de 70. Entretanto, descobriu-se em meados da década de 80 que isso não era verdadeiro. A construção de um modelo realístico de interações de partículas dentro da estrutura N = 1 de supergravidade, onde supersimetria (SUSY) é interrompida por um Super mecanismo de Higgs foi realizada por Ali Chamseddine, Arnowitt Richard e Nath Pran em 1982.
Apesar disso, as teorias de supergravitação aparecem nas teorias de supercordas quando considera-se uma corda cujo comprimento tende a zero.